# Oltványi Ottó
Oltványi Ottó, születési nevén Obersdorfer Ottó (Debrecen, 1925. december 21. – 2011. február 12.) újságíró, tudósító, sportvezető, a Magyar Távirati Iroda vezérigazgatója 1990 és 1993 között.

## Életpályája

### Újságírói karrierje
Gyerek- és ifjúkorát Debrecenben töltötte. Negyedikes elemistaként gombfoci iránti elhivatottságából kiadta a Gombfoci című újságot. Füzetlapokra, négy oldalon kézzel írta tudósításait. Debrecenben végezte el az általános és a középiskolát, és a helyi egyetem Jogi Karán szerzett diplomát 1949-ben. A Nemzeti Sportban megjelent írását követően – hetedikes gimnazistaként – Kiss István, a Debreczen című napilap sportrovatvezetője felkérte, hogy vállalja el a város jégkorong-eseményeinek állandó tudósítását. Így lett gyakorló újságíró. Négy hónap múlva a Nemzeti Sport debreceni munkatársává lépett elő. 1942-től jelentek meg rendszeresen beszámolói a budapesti lapban, majd az örökébe lépő Népsportban. Közben a Debreczen sportrovatvezetője lett, amit 1951-ig, a lap végleges betiltásáig ellátott. Bekapcsolódott az MTI debreceni szerkesztőségének munkájába, rövidesen Budapesten dolgozott. 1971-től öt éven át bécsi, majd később két alkalommal a bukaresti tudósítói munkát látta el. Az MTI tudósítójaként részt vett a Mexikóban rendezett 1968. évi nyári olimpiai játékokon.

### Oltványi és a sport
A gombfocit kinőve, a Debreceni EAC színeiben nyáron egyre lelkesebben futballozott, télen pedig jégkorongozott. 1942-ben egy budapesti mérkőzésen komolyabb sérülést szenvedett. A pálya szélén Keresztényi József, a Nemzeti Sport újságírója mellé ült. Beszélgetésük végén Keresztényi felkérte, hogy írjon egy kis beszámolót a debreceni jégkorong-életről és küldje el a szerkesztőségbe. Ez lett az első „komoly lapban” megjelent írása. Sérülését követően sem szakad el a sporttól: bokszolt, teniszezett, kerékpározott, művelte a műugrást és az atlétika egyes ágait. 1990-ben a Lufthansa német légitársaság Bukarestben rendezte meg a hivatalos kiküldöttek öregfiú-teniszversenyét, ahol az ezüstérmet szerezte meg.
Játékvezetői vizsgát tett, és megyéjében különböző szintű bajnokságaiban kamatoztatta ismereteit.

## Sikerei, díjai
2005-ben Magyar Köztársasági Érdemrend középkeresztje polgári tagozata  kitüntetést kapta „több évtizedes sokoldalú újságírói és vezetői munkásságáért”.

## Titkosszolgálati múltja
A pártállami titkosszolgálat III/I-3 osztálya 1970 októberében 'Zsigmondi' fedőnéven - hazafias alapon - beszervezi, beszervezője Hidasi János alezredes. Ilyen minőségében Bécsben kapcsolatot tart fenn, és összekötői szerepet játszik Lendvai Pál és a pártállami szolgálatok között. 1976 április 23-án Bécsben találkozik Lendvaival, aki közli, hogy az 1956-os események 20. évfordulója kapcsán tervezett nyugati - elsősorban osztrák - megemlékezések hatását tompítandó, filmet forgatna Magyarország fejlődéséről. A hazai vezetés válaszát május 3.-i találkozójuk alkalmával közli Lendvaival.
1978 januárjában átkerül a III/II-10-a osztályhoz.
Mivel Antall Józsefet nem tájékoztatták Oltványi titkosszolgálati múltjáról, így az 1990-ben kinevezi az MTI élére, aminek 1993-ig vezetője, később a tulajdonosi testület MSZP által delgált tagja. 